# Saint-Mard (Somme)
Saint-Mard ist eine nordfranzösische Gemeinde mit 157 Einwohnern (Stand 1. Januar 2022) im Département Somme in der Region Hauts-de-France. Die Gemeinde liegt im Arrondissement Montdidier, ist Teil der Communauté de communes du Grand Roye und gehört zum Kanton Roye.

## Geographie
Die Gemeinde in der Landschaft Santerre liegt rund 3 km westlich von Roye. Das Gemeindegebiet wird von der Autoroute A 1 sowie der Hochgeschwindigkeitsbahnstrecke des LGV Nord durchzogen. Im Norden der Gemeinde liegt das Feuchtgebiet des Marais de Saint-Mard.

## Geschichte
Die Gemeinde erhielt als Auszeichnung das Croix de guerre 1914–1918.

## Einwohner
| 1962 | 1968 | 1975 | 1982 | 1990 | 1999 | 2006 | 2017 |
| ---- | ---- | ---- | ---- | ---- | ---- | ---- | ---- |
| 132  | 114  | 124  | 121  | 167  | 193  | 193  | 165  |

## Sehenswürdigkeiten
- Kirche Saint-Mard
- Kriegerdenkmäler